# Позоле

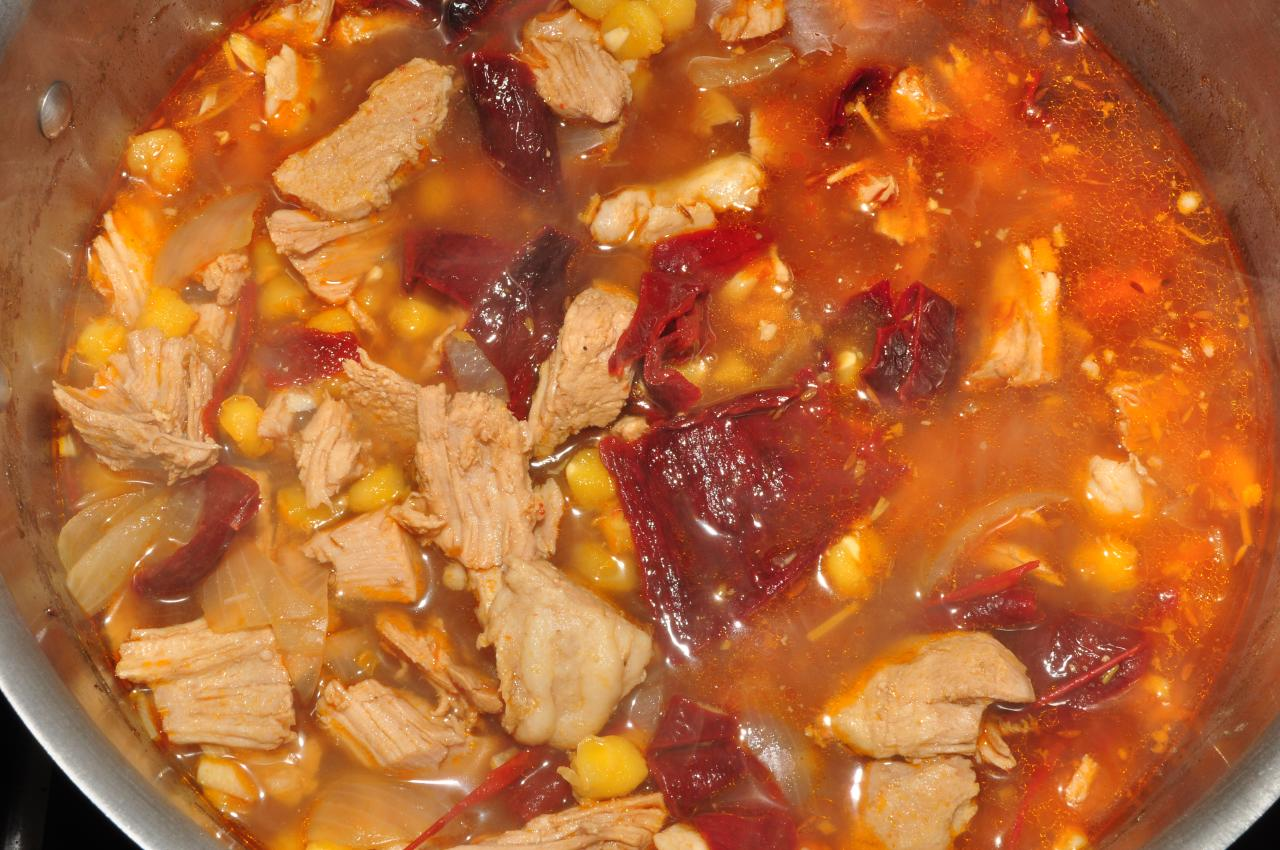
Мексиканський позоле

Позоле, посоле (ісп. pozole) — традиційна мексиканська страва, у вигляді густого супу з кукурудзи та м'яса (як правило, свинини або курки). У різних регіонах Мексики існують різні варіанти позоло.
Для приготування цієї страви зерна кукурудзи обробляються шляхом відварювання їх особливим способом, що призводить до втрати ними лушпиння. В ході подальшого варіння домагаються того, щоб зерна луснули, а потім додають м'ясо для додання страві необхідного смаку.
У разі приготування так званого білого позоло, в суп не кладуть нічого крім кукурудзи та м'яса і так подають його на стіл, щоб їдці могли за своїм смаком приправити його соусом, наприклад, томатним.
В інших варіантах в позоло додаються різні приправи ще під час варіння, після чого він набуває червоний або зелений колір, в залежності від інгредієнтів. При подачі може додаватися безліч інших продуктів, наприклад, цибуля, салат, капуста, редис, авокадо, лимонний сік, орегано, сир, перець.